# ディキリとトリキリ

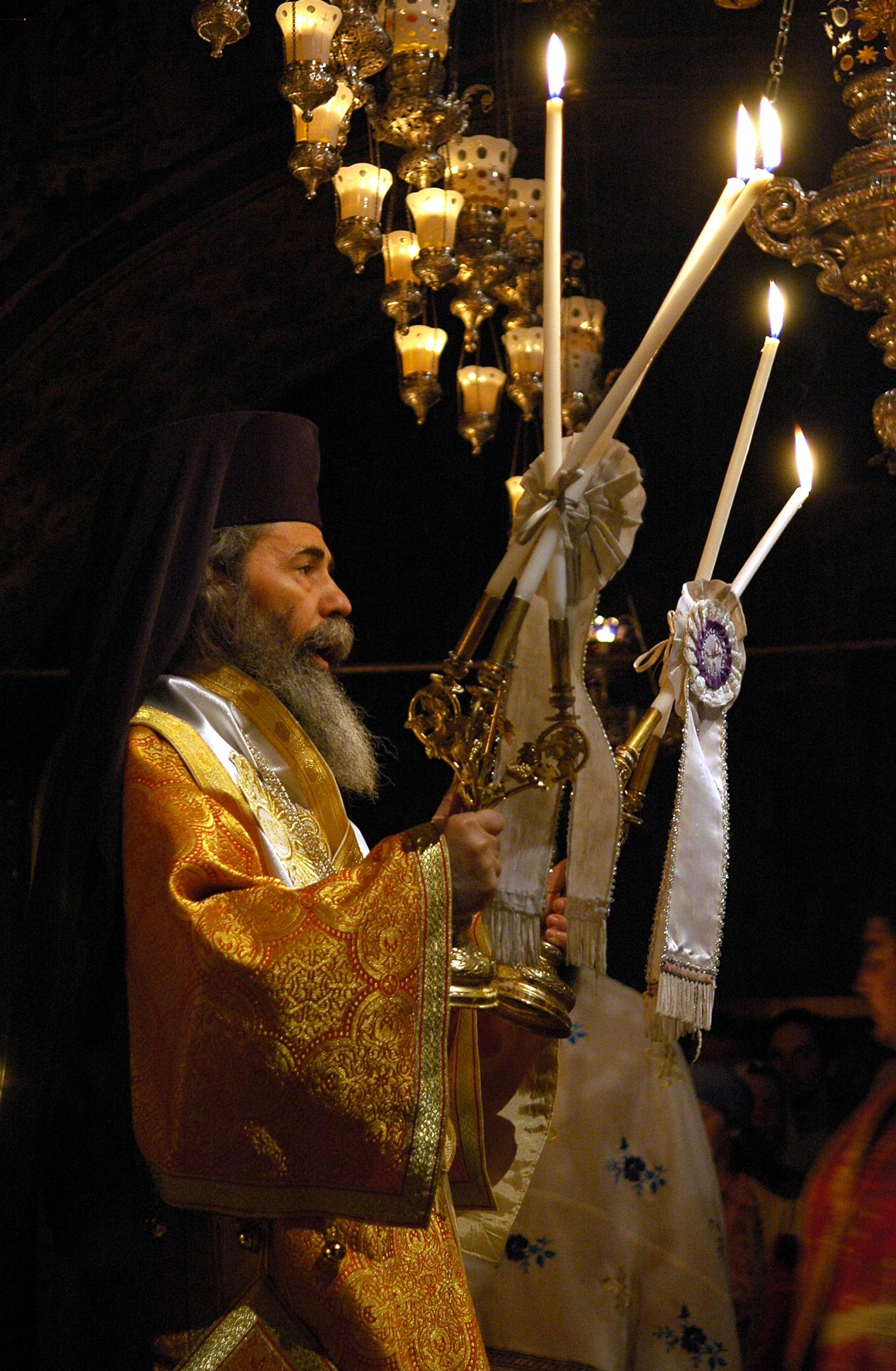
ディキリを左手に、トリキリを右手に持ち、会衆を祝福する、エルサレム総主教セオフィロス3世（2005年5月8日撮影）。頭にはクロブークを被っている。

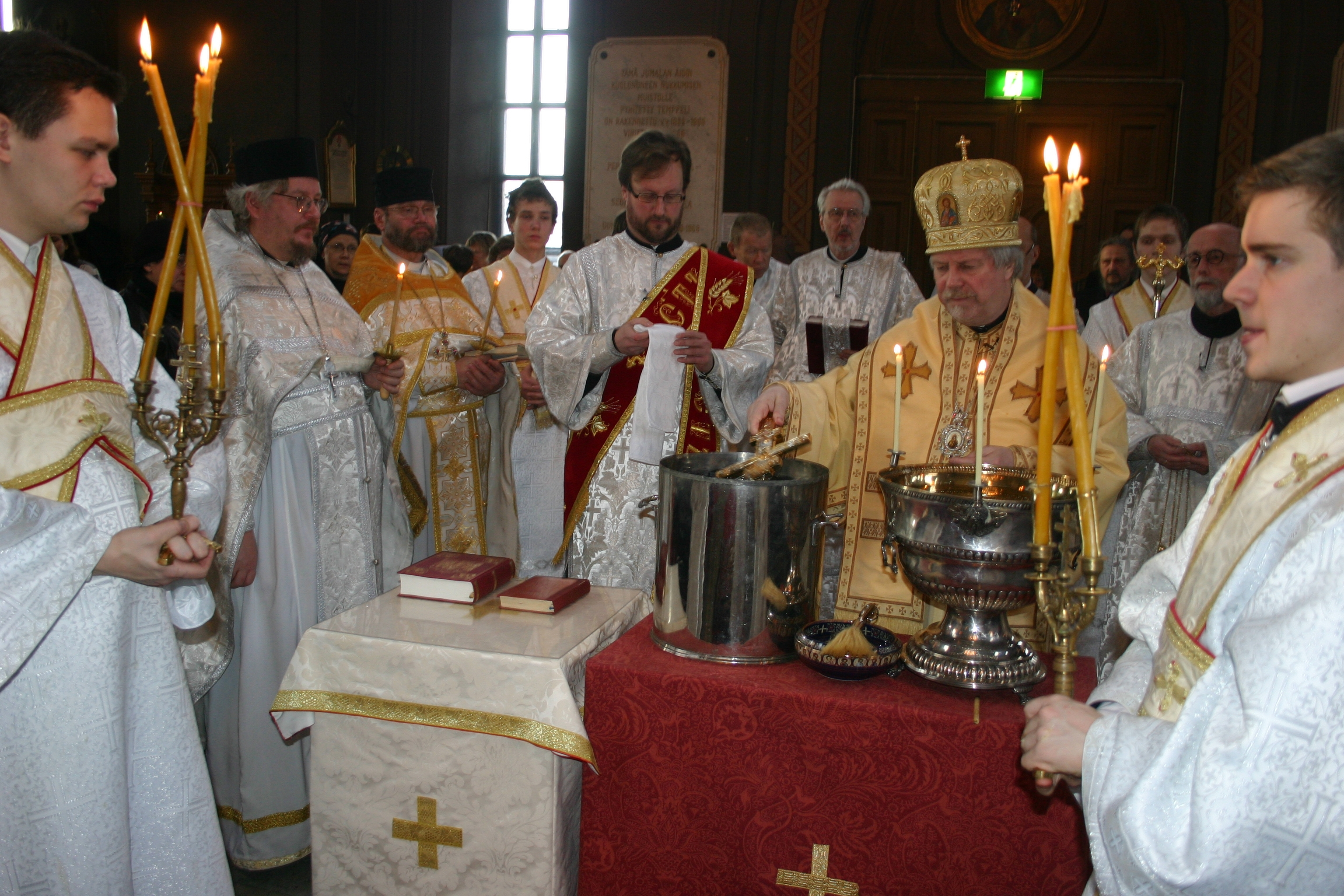
フィンランド正教会の生神女就寝大聖堂 (ヘルシンキ)における聖水式。主教が十字架を水の中に入れて十字を画いて水を成聖している。主教の前方左右（写真手前左右）にはディキリとトリキリを持つ副輔祭が立っている。ほか、司祭・輔祭が主教を囲んでいる。

ディキリとトリキリとは、正教会の主教が、奉神礼において会衆（信徒）を祝福する際に用いる燭台。3本の蝋燭を具えるトリキリを右手に、2本の蝋燭を具えるディキリを左手に、台座ごと持って使用する（右画像参照）。
明治時代の日本正教会の文献にはディキリに「二光燭」、トリキリに「三光燭」の漢字を当てているものがあるが、こんにちではこのような表記は全く用いられず、専ら片仮名で転写した「ディキリ」「トリキリ」の名で呼ばれる。
2本の蝋燭を具えるディキリは、イイスス・ハリストス（イエス・キリストのギリシャ語読み）に神性と人性の両性がある事を示している。3本の蝋燭を具えるトリキリは、至聖三者（三位一体）を象っている。
ディキリとトリキリは、主教が会衆を祝福する時以外は、聖堂・至聖所内の宝座の上の両側に置かれる。主教祈祷の奉神礼時には副輔祭もしくは堂役がディキリとトリキリを持つ場面がある。
- ディキリの各国語表記（デキーリイ、ディキーリーとも表記される）
  - ギリシア語: δικήριον
  - ロシア語: дикирий
  - 英語: Dikirion

- トリキリの各国語表記（トリキーリイ、トリキーリーとも表記される）
  - ギリシア語: τρικήριον
  - ロシア語: трикирий
  - 英語: Trikirion